# Chlorosplenium chlora
Chlorosplenium chlora är en svampart som först beskrevs av Ludwig David von Schweinitz, och fick sitt nu gällande namn av Moses Ashley Curtis 1856. Chlorosplenium chlora ingår i släktet Chlorosplenium och familjen Dermateaceae.   Inga underarter finns listade i Catalogue of Life.